# Svídnice, Chrudim
Svídnice là một làng thuộc huyện Chrudim, vùng Pardubický, Cộng hòa Séc.